# 马里内特海事公司

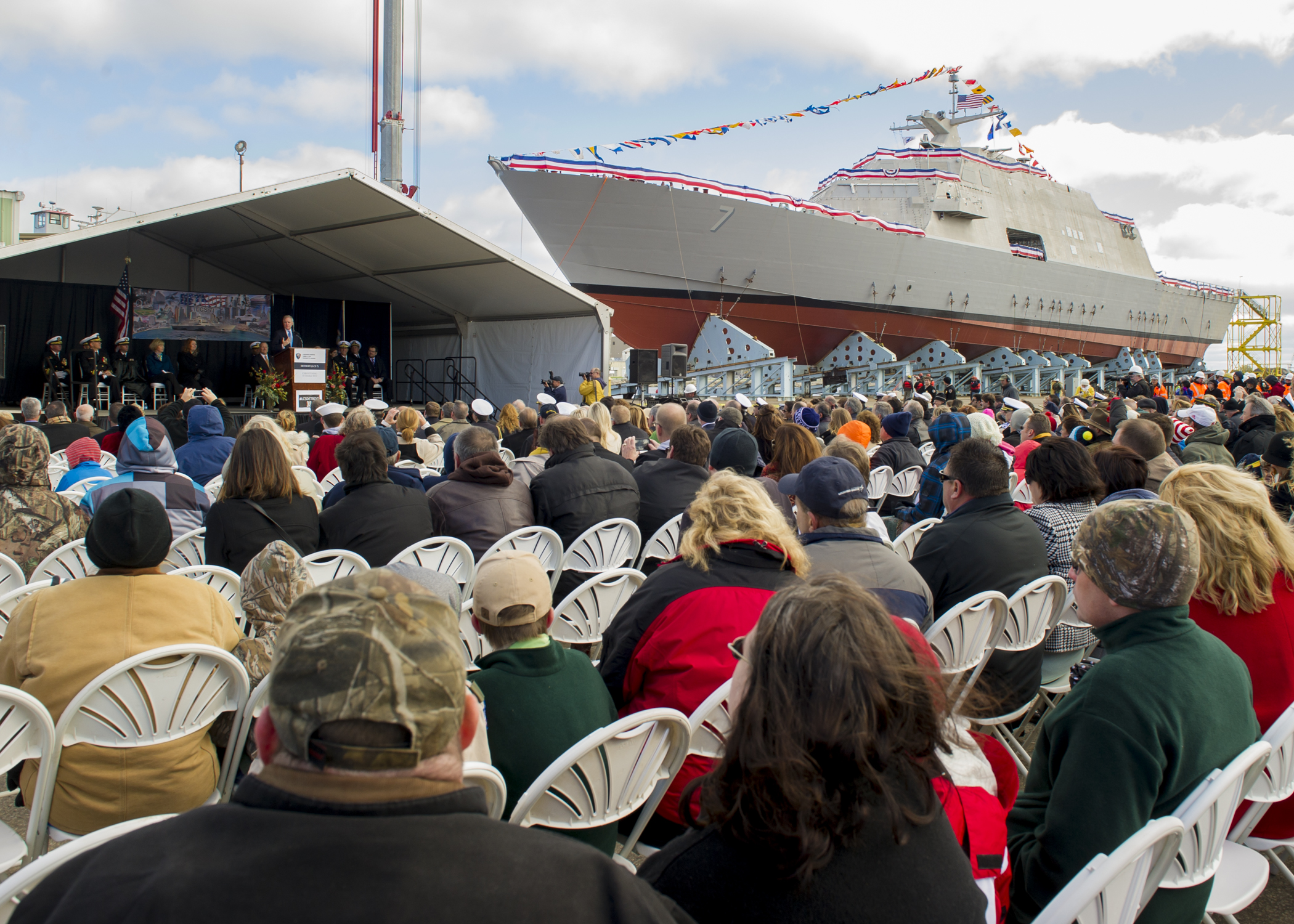
为自由级濒海战斗舰底特律号于2014年举行的下水仪式

马里内特海事公司（全名为芬坎蒂尼马里内特海事公司）是位于美国威斯康辛州马里内特县的一家造船厂。2000年到2009年期间，它是威斯康星州马尼托瓦克公司的子公司，2009年被芬坎蒂尼集团收购。

## 历史

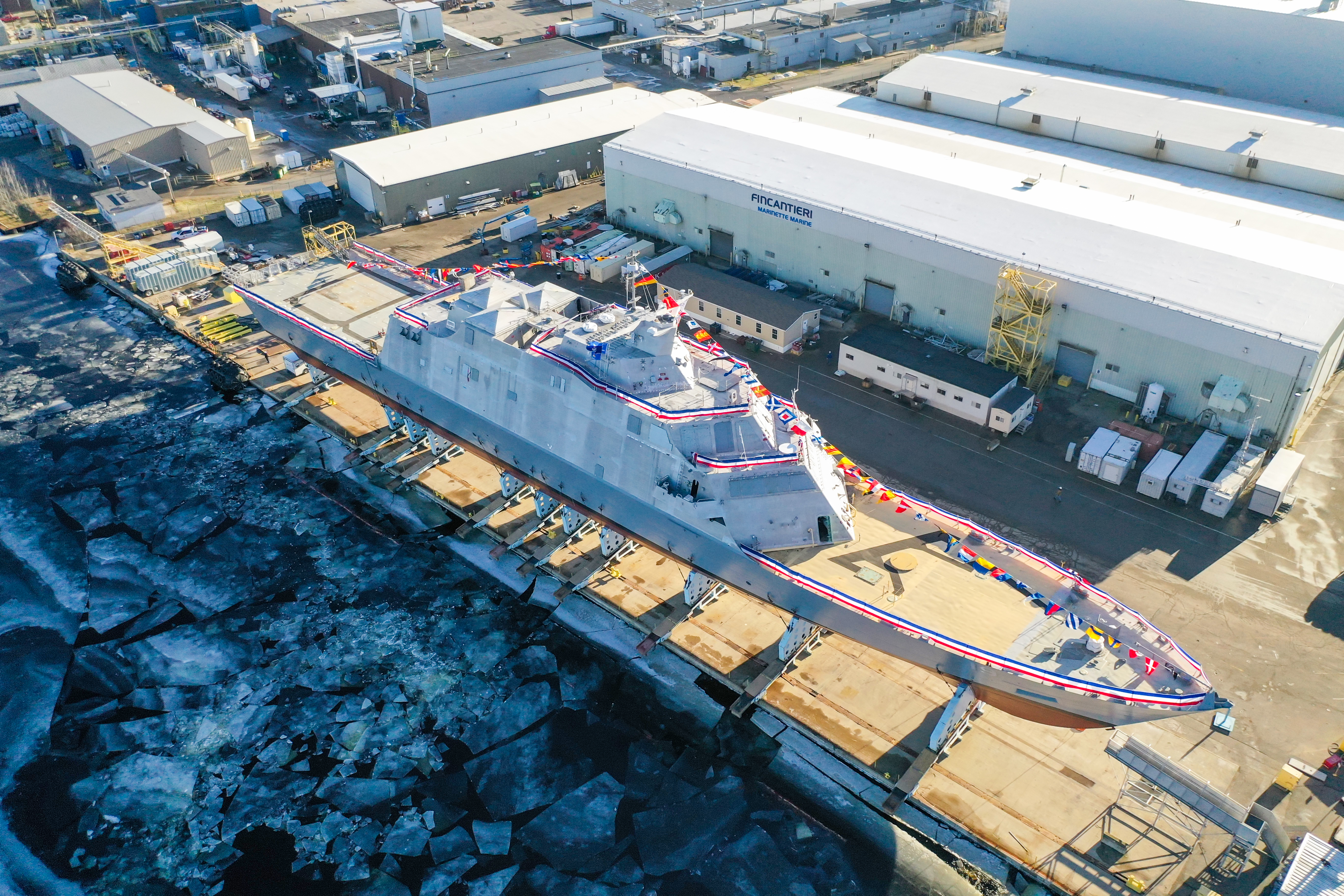
2018年，举行下水仪式前的圣路易斯号濒海战斗舰

第二次世界大战期间，美国造船业繁荣发展，期间马里内特海事公司于1942年在梅诺米尼河畔成立。
2000年公司被马尼托瓦克公司以4800万美元的价格收购。2008年马尼托瓦克宣布将旗下整个造船业务打包出售给芬坎蒂尼集团，另外洛克希德·马丁也参与了收购，购得小部分公司股权。该出售业务于次年1月完成，完全由现金交易，总价格约1.2亿美元。
从公司成立至今，马里内特造船厂大约下水了约1300艘各型船只。其中大部分是商用船只，但也承接过小部分来自美国海军的军舰订单，其中大部分是辅助舰只。期间洛马曾在2006把自由级濒海战斗舰首舰自由号的订单交由马里内特造船厂负责生产。2010年，还拿下了岸舰连接器的生产订单，美军设想未来将取代现役的LCAC气垫登陆艇。
2019年，时任美国副总统彭斯和劳工部长斯卡利亚曾经到访船厂，期间两人对时任总统特朗普对美国制造业的政策大加赞扬。2020年4月，马里内特造船厂宣布标得海军星座级巡防舰的制造订单。由于适逢大选年，6月份总统特朗普在两名州众议员的陪同下，来到造船厂为竞选连任造势。期间特朗普宣布价值55亿美元的造船合同将为当地提供超过1000个就业岗位，并称星座级是全世界最快、最先进、机动性最强的军舰。
2023年，马里内特海事公司宣布为因应星座级的制造订单，将对船厂现有的设备改造升级。之前制造濒海战斗舰的船台将会得到扩建，船只的下水方式也会因此改变。